# Klein Jagtlust
Klein Jagtlust is een landgoed in Oranjewoud in de Nederlandse provincie Friesland.

## Landgoed
Klein Jagtlust is een van de drie landgoederen in Parkgebied Oranjewoud; de andere zijn landgoed Oranjewoud en Oranjestein. De eerste eigenaar was Pieter Heringa Cats (1823-1880). Hij was een van de rijkste inwoners van Friesland. Later werd Johannes Bieruma Oosting erfgenaam van het landgoed. In 1911 werd D. Zeeger van Duijl eigenaar. In 1940 werd het aangekocht door J. Kemper en was het in de jaren 1940-'60 in gebruik als rust- en herstellingsoord totdat het in 1969 in bezit kwam van G. Gaastra. In 1985 werd het doorverkocht aan Smilde Onroerend Goed B.V. Op landgoed Klein Jagtlust bevinden zich meerdere rijksmonumenten. Tot het landgoed behoorden ook enkele boerderijen (Donglust, Stercorando, Semper Virens), die later toebehoorden aan Oranjestein.

## Landhuis
Het landhuis is gebouwd naar een ontwerp van architect Jacob Izaäks Douma. De eerste steen werd gelegd op 17 augustus 1856. Het gepleisterde gebouw bestaat uit een souterrain, twee bouwlagen en een schilddak. In 1867 volgde de eerste verbouwing. In 1875 vond er een voor de bewoners ingrijpende gebeurtenis plaats, toen huisknecht D. Garritsen de werkster J. Bakker vermoordde. Naast de ingang herinnert een gedenksteen aan de verbouwing in 1876. De gevels van het in neoclassicistische stijl gebouwde landhuis worden geleed door Korinthische pilasters. De balustrade van het balkon boven de ingang is gedecoreerd met een hertenkop. Boven het balkon bevindt zich een venster met een klok. Het huis is een rijksmonument.

## Overige rijksmonumenten
- Stenen koetshuis. Het gepleisterde gebouw met woning is voor 1858 gebouwd en volgens een gedenksteen in 1873 vergroot.
- Houten koetshuis. Naar een ontwerp van architect J.I. Douma.
- Houten prieeltje. Het prieel is draaibaar, heeft een servieskast en is zeldzaam in zijn soort.
- Tuinvaas. Dit verjaardagsgeschenk uit 1937 voor de heer Van Duijl heeft een decoratieve waarde en cultuurhistorische betekenis.
- Park- en tuinaanleg. Een 19e-eeuws landschappelijk park met oude lanen, boomcirkels en een hertenkamp. Het werd aangelegd door Johann Nicolaas Heinrich, tuinman van landgoed Oranjewoud.
- Hek. Een gietijzeren toegangshek met daarop de naam Klein Jagtlust en anno 1856.
- Tuinmanswoning. De voormalige tuinmanswoning, in eigendom afgescheiden, is voor 1876 gebouwd door J.I. Douma.

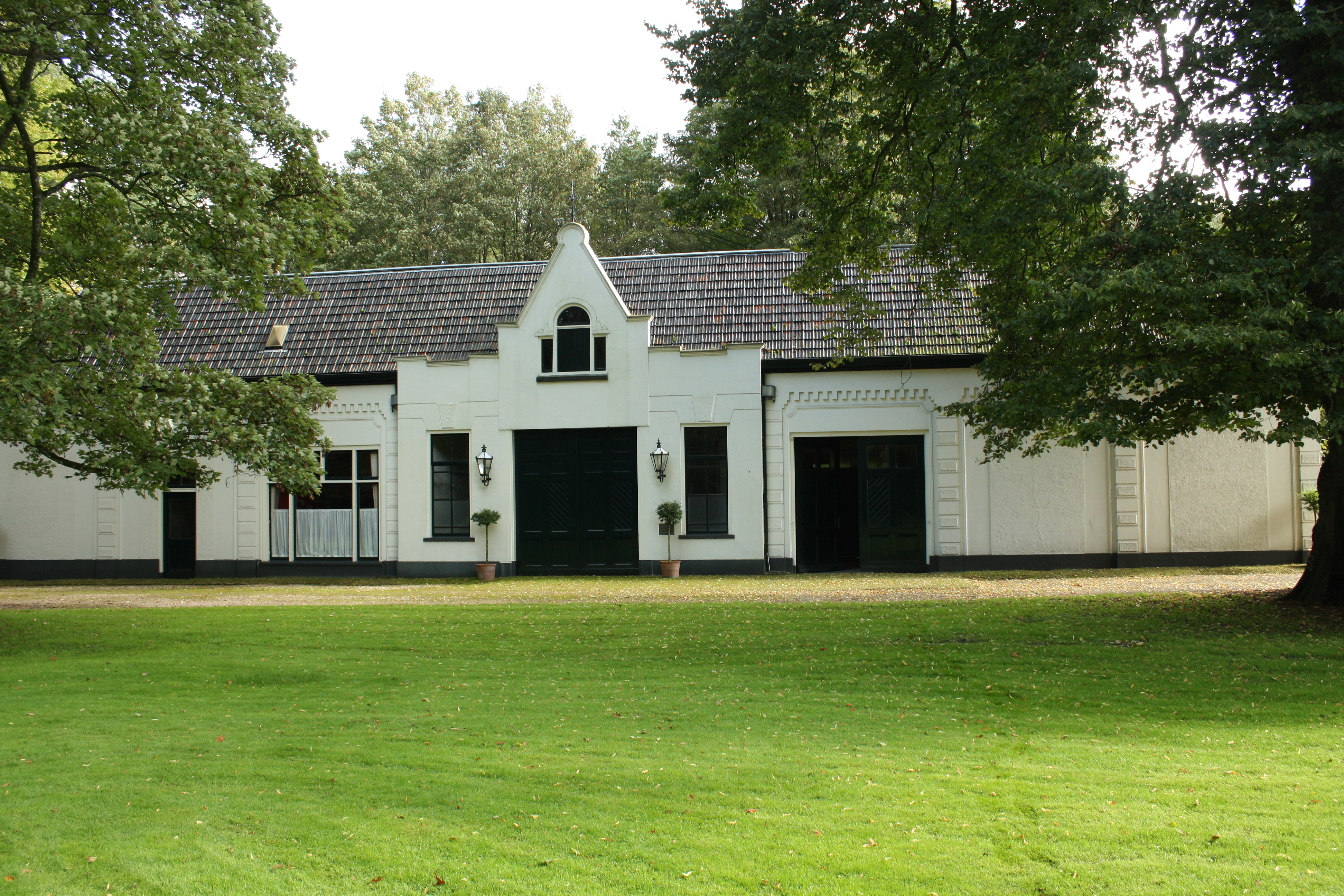
Stenen koetshuis (2011)
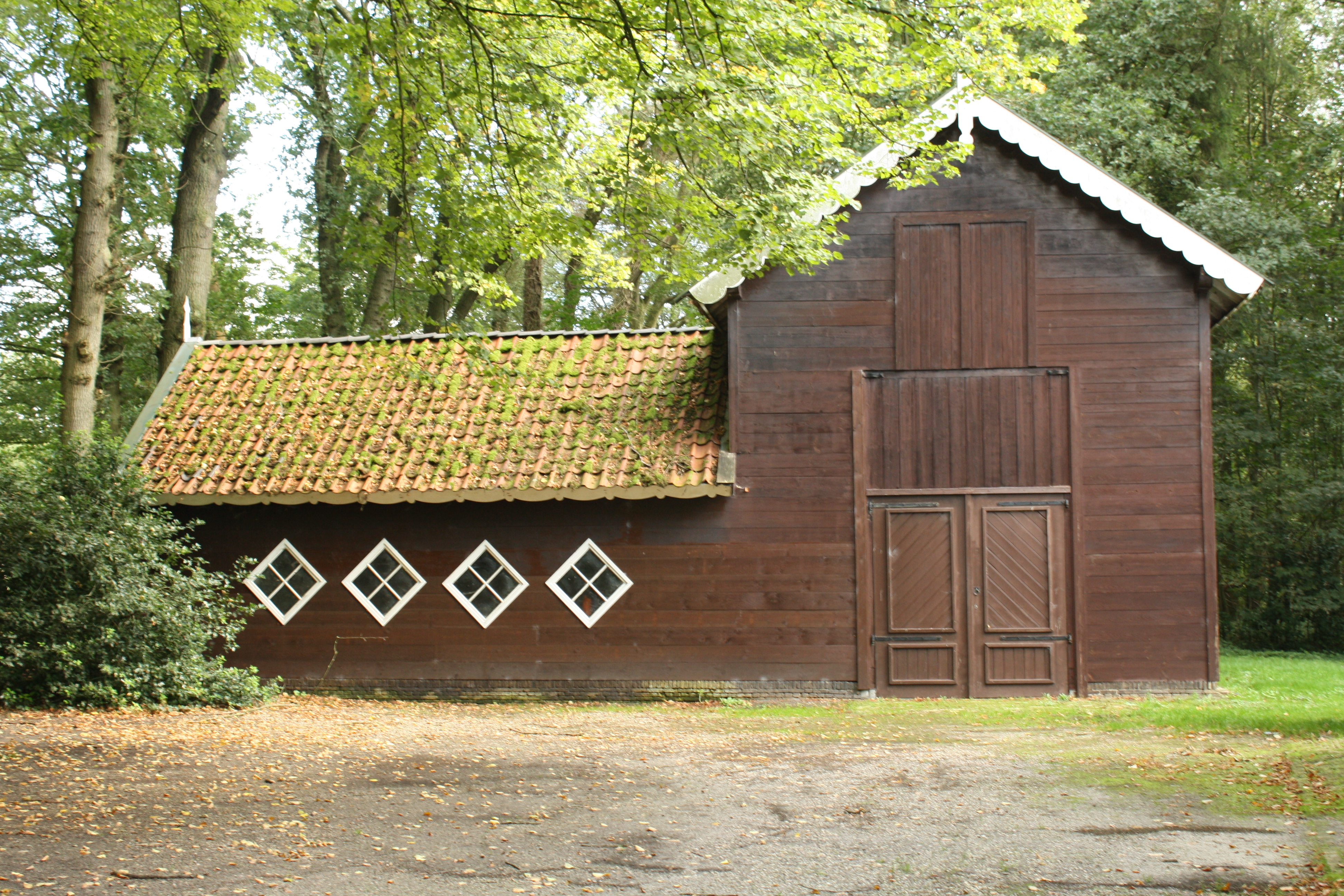
Houten koetshuis (2011)
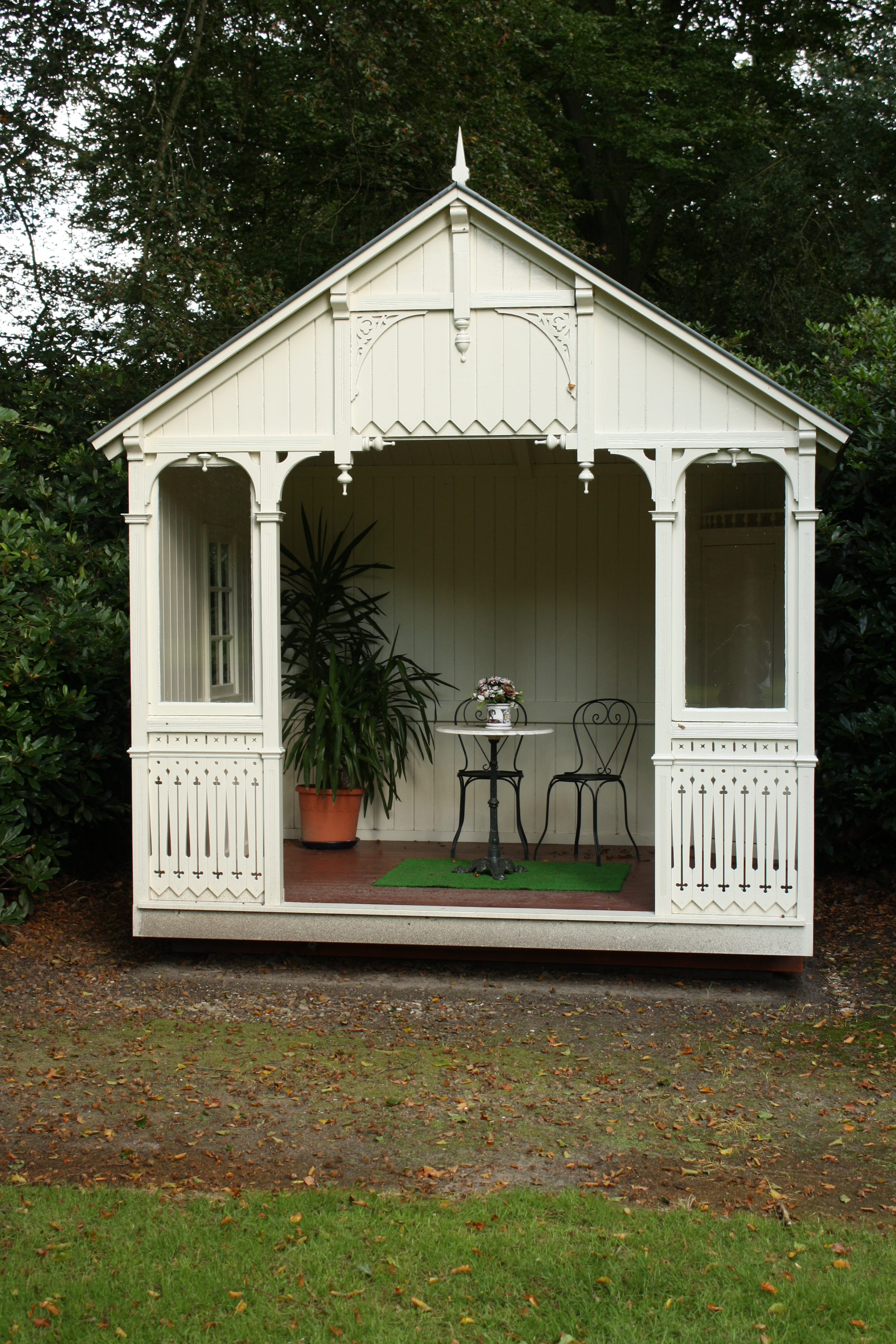
Houten prieeltje (2011)
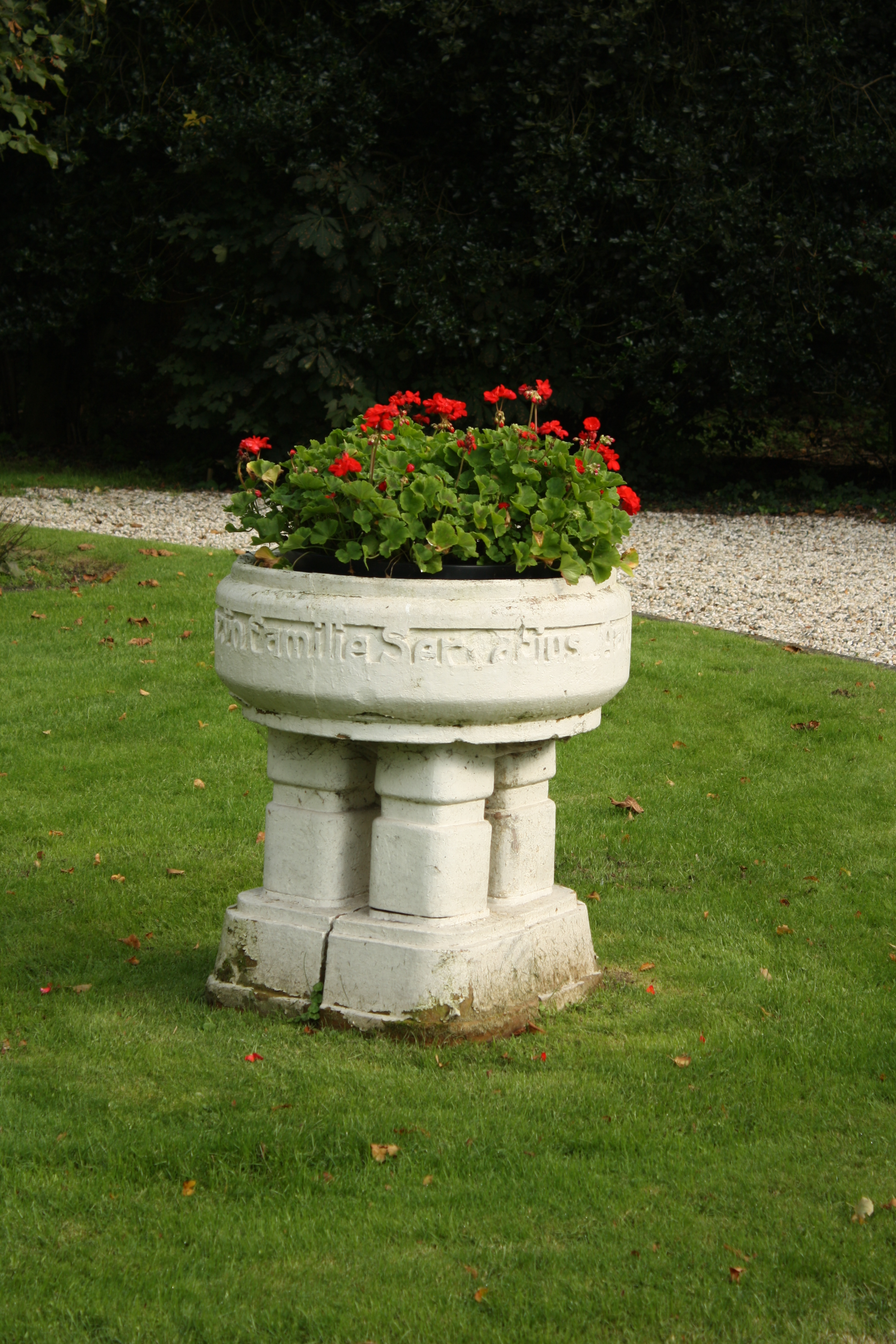
Tuinvaas (2011)
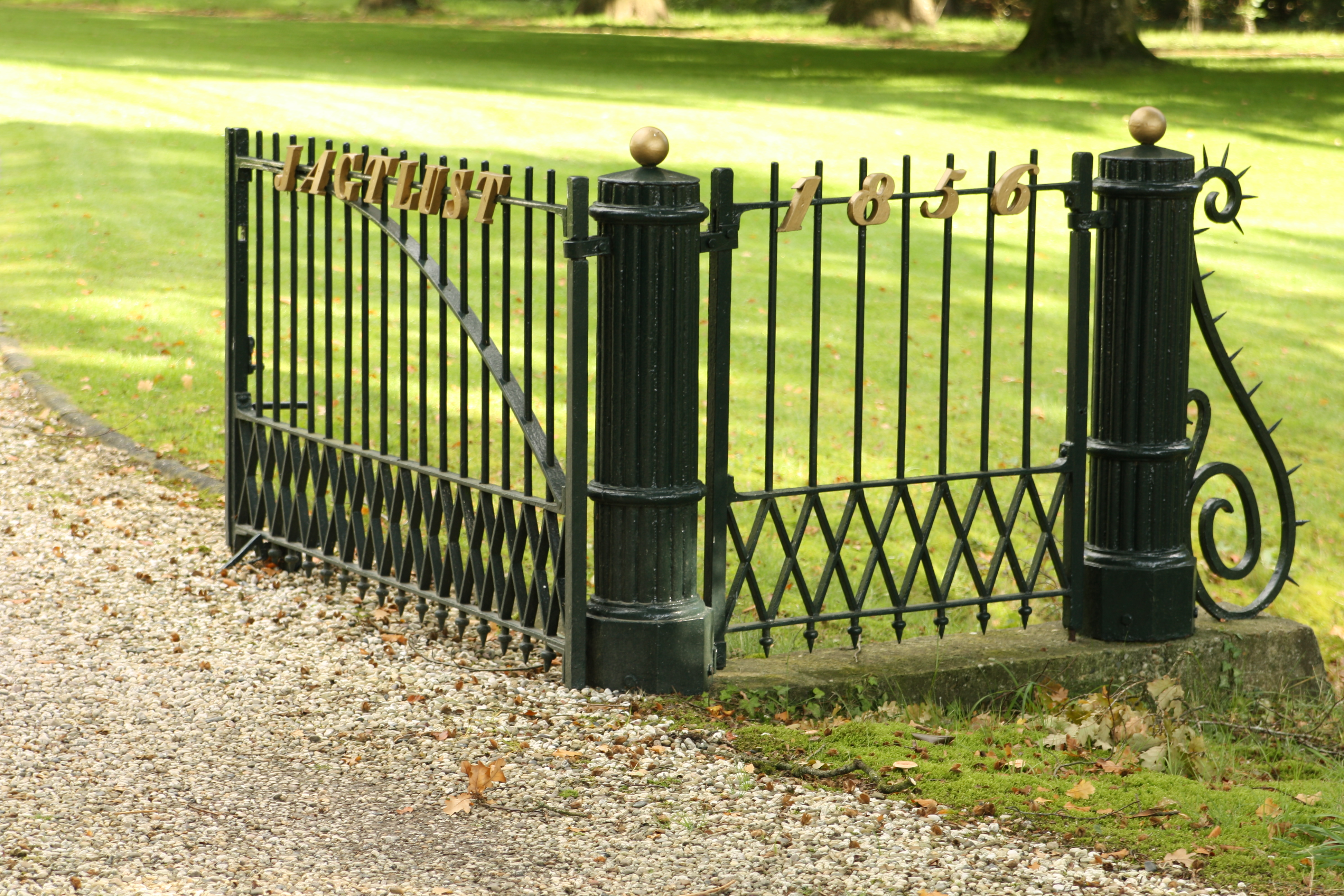
Hek (2011)